# Orchestre de chambre portugais
L’Orchestre de chambre portugais (Orquestra de Câmara Portuguesa ou OCP) a été fondé le 5 juin 2007. La première absolue de l’orchestre a eu lieu le 13 septembre 2007 avec le concert d’ouverture de la saison 2007/2008 du Centre culturel de Belém, à Lisbonne. Au programme Der Schauspieldirektor KV 486 - Ouverture, W.A.Mozart ; Symphonie no. 6 en Do Majeur, D 589, de Franz Schubert ; Suite du ballet Pulcinella, d'Igor Stravinsky. Le siège de l’OCP est situé à Oeiras, Portugal.

## Biographie
Pedro Carneiro, le directeur artistique, met en œuvre une programmation musicale qui s’appuie sur l’orchestre et sur des artistes de renommée surtout nationale. L’orchestre a été d’abord orchestre associé du Centre culturel de Belém (CCB) et, depuis 2008, Orchestre en Résidence. Les saisons 2007/2008 et 2010/2011 ont été inaugurés par l’OCP et sa présence annuelle pendant les Dias da Música de Belém (journées de la musique à Belém) a ouvert des possibilités à de nouveaux solistes et chefs d’orchestre tels Pedro Amaral, Pedro Neves, Luís Carvalho, Alberto Roque et José Gomes. Aussi dans sa jeune existence, l’OCP a déjà travaillé avec des compositeurs tels Emmanuel Nunes et Sofia Gubaidulina, et des solistes de renommée internationale tels Jorge Moyano, Cristina Ortiz, Sergio Tiempo, Gary Hoffman, Filipe-Pinto Ribeiro, Carlos Alves, Heinrich Schiff, António Rosado, entre autres.
En 2010, l’OCP a participé au City of London Festival, avec l’attribution de 4 étoiles par le quotidien The Times :

« Le Concerto nº2 pour Piano de Chopin interprété par Cristina Ortiz et l’Orchestre de chambre portugais, avec plein de personnalité (...) de la même façon que la Symphonie nº1 de Beethoven, un tour de montagnes russes débordant d’adrénaline, sous la direction éblouissante de Pedro Carneiro. »

— The Times 23 juin 2010
Le 1er Festival des Arts de Coimbra a été inauguré par l’OCP, qui a aussi participé au festival d’Alcobaça, de Leiria, de Paços de Brandão, ainsi que le Festival ao Largo du TNSC et les concerts de Noël de Lisbonne. Les tournées nationales ont inclus Almada, Castelo Branco, Vila Viçosa.

## Citoyenneté active
OCP est aussi un projet culturel social crédible et pertinent partant d’actions de citoyenneté active, avec l’objectif ultime de devenir un orchestre de renommée mondiale. En ce sens, plusieurs projets de responsabilité sociale, O meu amigo toca na OCP (Mon camarade de l'OCP), OCPsolidária (OCPsolidaire), OCPzero et OCPdois (OCPdeux)[Quoi ?].

## Mécénat
Linklaters Portugal est le mécène de l’OCP depuis le début du projet OCPzero en 2010. Le but de ce projet est de former un orchestre de jeunes musiciens au Portugal faisant participer des étudiants de musique de tout le pays. En conséquence, l’OCPzero est membre de European Federation of National Youth Orchestras (EFNYO) de Vienne (Autriche), par unanimité de l’assemblée générale réunie en mai 2013 à Bucarest.
Depuis la fin 2012, la Fondation Calouste-Gulbenkian sponsorise le projet OCPsolidária au sein de l’institution Cercioeiras. Le programme d’action volontaire avait commencé en 2009 sur l’initiative de l’OCP. Avec le soutien de la Fondation, un programme d’action a été établi sur trois ans.
L’entreprise de conseil Everis Portugal SA coopère avec l’orchestre en partenariat de services depuis 2011, afin de développer une stratégie de gestion et déploiement du nouveau site. Depuis 2013, la mairie d’Oeiras devient le partenaire institutionnel, l’orchestre ayant ainsi son siège à Algés, Oeiras.